# Onkostenvergoeding
Een onkostenvergoeding (of kostenvergoeding) is een vergoeding die vooral werkgevers aan hun werknemers kunnen toekennen ter compensatie van kosten die werknemers maken bij de uitoefening van hun functie. Zo krijgen veel werknemers van hun werkgever een onkostenvergoeding voor hun woon-werk verkeer. Vaak is dit bedoeld als tegemoetkoming in de kosten, en niet per se bedoeld om de onkosten geheel te vergoeden. Bij zakenreizen wordt de onkostenvergoeding vaak op basis van declaratie betaald. Dan wordt juist wel precies de gemaakte kosten vergoed.
Hetgeen hierboven voor reiskosten is gesteld, geldt in het algemeen voor allerlei soorten kosten die vooral werknemers kunnen maken. De fiscale gevolgen van kostenvergoedingen zijn vaak belangrijk. De vraag die hierbij vooral speelt, is of over de kostenvergoeding loonbelasting en sociale premies verschuldigd zijn. Het antwoord op die vraag verschilt van land tot land. In Nederland zijn kostenvergoedingen onder omstandigheden vrijgesteld voor alle zogenoemde loonheffingen.

## Vrijwilligerswerk in Nederland
Organisaties in Nederland die met vrijwilligers werken, kunnen hen een vergoeding geven voor de kosten die de vrijwilligers maken voor het vrijwilligerswerk, zoals reiskosten maar ook een dagdeelvergoeding of een klein uurloon. De organisatie is niet verplicht om een onkostenvergoeding, dagdeelvergoeding of vrijwilligersvergoeding te geven. Verder mogen organisaties zelf beslissen hoe hoog deze vergoeding is. Dit kan een vast bedrag zijn, een vergoeding voor de werkelijk gemaakte kosten, een vergoeding die niet in verhouding staat tot de gespendeerde tijd. De vergoeding is exclusief de reiskosten deze mogen ook uitbetaald worden aan de vrijwilliger naast de vergoeding.
Heeft men een vaste vergoeding ontvangen voor vrijwilligerswerk, dan hoeft men hierover geen belasting en sociale premies te betalen en wordt men niet gekort op de UWV uitkeringen indien o.a. voldaan wordt aan de volgende twee voorwaarden:
1. De vergoedingen zijn betaald door een niet-commerciële instelling (bijvoorbeeld een sportvereniging), ANBI, op een publiekrechtelijk lichaam (overheidsorgaan). Deze regeling geldt niet voor organisaties die in de vorm van een BV of NV worden geëxploiteerd.
Het bedrag van de vaste vergoeding, exclusief de reiskosten, in 2014, mag niet meer dan 150 euro per maand zijn met een maximum van 1500 euro per jaar. Is de vergoeding meer dan deze genoemde bedragen dan is het een belaste vergoeding en wordt ook de UWV uitkering gekort. Blijft de vergoeding binnen deze bedragen dan hoeft u de belastingdienst en het UWV niet te informeren en de bedragen op te geven. Het UWV verzoekt, verplicht u wel aan hen te melden dat u vrijwilligerswerk doet of wil gaan doen. Een ANBI behoeft uitbetalingen binnen deze "normbedragen" ook niet aan de fiscus te melden.
2. Het bedrag was niet hoger dan 764 euro per jaar of 95 euro per maand met een maximum van 764 euro per jaar. Dit noemt men de forfaitaire vergoeding. Deze vergoeding geldt alleen voor iemand die een bijstandsuitkering heeft. Blijft hij binnen deze bedragen dan verandert de bijstandsuitkering niet.
Wanneer u de maximale vaste vergoeding en daarboven op een vergoeding van werkelijk gemaakte en aantoonbare kosten hebt ontvangen, komt u niet meer in aanmerking voor vrijstelling van belasting- en premieheffing. U moet dan aangifte doen op uw P-biljet. Het volledig bedrag wordt dan belast als 'inkomsten uit werkzaamheden die niet in dienstbetrekking zijn verricht'
Belastingen: Een onkostenvergoeding voor vrijwilligerswerk kan nog hoger zijn, maar dan moeten de gemaakte hogere kosten ook aangetoond kunnen worden. Niet alle instellingen willen dat betalen. Is het een vergoeding op basis van werkelijk gemaakte een aantoonbare kosten, dan hoeven er hierover geen premies en belastingen te worden betaald. Dus de onkostenvergoeding hoeft niet op de inkomstenbriefje te worden vermeld.